# Фредерик II, граф Целе
Фридрих II фон Цилли (словен. Friderik II. Celjski; нем. Friedrich II Graf von Cilli; 17 января 1379 — 13 или 20 июня 1454) — граф Цельский (1435—1454), имперский князь с 1436 года, бан Хорватии и Далмации (1453—1454), бан Славонии (1445—1454), претендент на боснийский престол (1435—1443).

## Биография
Родился 17 января 1379 года в замке Целе. Старший сын Германа II (ок. 1365—1435), графа Цельского (1385—1435), и его жены, графини Анны Шаунбергской (ок. 1358—1396), дочери графа Генриха VII фон Шаунберга.
Фридрих был вместе со своим отцом Германом II в 1408 году стали членами Ордена Дракона, основанного королем Венгрии Сигизмундом Люксембургским. Впоследствии, в 1411 году Фридрих Цельский также был одним из командиров венгерской армии вместе с Филиппо Сколари в войне против Венецианской республики. В 1414 году Фридрих Цельский путешествовал вместе с императором Священной Римской империи Сигизмундом Люксембургским и участвовал в Констанцском соборе, всегда оставаясь во внутреннем кругу ныне избранного германского короля.
В 1422 году разразился большой скандал, так как Фридрих убил свою первую жену Елизавету Франкопан, чтобы жениться на своей любовнице Веронике из Десенице. Франкопаны, могущественная семья хорватского происхождения, выдвинули обвинения против Фридриха перед императором Сигизмундом Люксембургским, который осудил его и передал под стражу его отцу, графу Герману II Цельскому, который заставил его запереться в замке Хохостервиц в Словении. Веронику отправили в замок Устриц и задушили. Герман II Цельский лишил Фридриха наследства, однако, когда в 1426 году умер младший брат Фридриха (также называемый Герман III), он снова стал наследником графства Целе. Вскоре он получил помилование, и даже в конце того же года обсуждалось его возможное назначение на пост воеводы Трансильвании. После смерти короля Венгрии и императора Священной Римской империи Сигизмунда Люксембургского в 1437 году граф Фридрих Цельский продолжал управлять своими имениями, но не занимал никаких административных должностей.
С 1445 по 1454 год граф Фридрих Цельский занимал должность бана Славонии, а в 1453—1454 годах — бан Хорватии и Далмации.
13 июня 1454 года 75-летний граф Фридрих Цельский скончался в родовом замке Жовнек в герцогстве Штирия (современная Словения). Его титулы и владения унаследовал его старший сын Ульрих II Цельский.

## Браки и дети
Граф Фридрих II Цельский был дважды женат. Его первой женой была Елизавета Франкопан (1373—1422), дочь Стефана Франкопана и его жены Екатерины Каррара. У них было трое сыновей:
- Ульрих II (16 февраля 1406 — 9 ноября 1456), граф фон Цили и фон Ортенбург (1454—1456), бан Славонии и Хорватии, женат на Каталине Бранкович (1418/1419 −1492), дочери сербского деспота Георгия Бранковича
- Фридрих (умер в детстве)
- Янош (умер в 1462).

В 1422 году после смерти первой жены Фридрих Цельский во второй раз женился на Веронике из Десенича (? — 17 октября 1425), которая вскоре была заключена в тюрьму, обвинена в колдовстве и убита по приказу Германа II. Второй брак был бездетным.